# Sandra Gould
Sandra Gould (Brooklyn, 23 luglio 1916 – Burbank, 20 luglio 1999) è stata un'attrice statunitense.

## Filmografia parziale

### Cinema
- La prigioniera n 27 (The Story of Molly X), regia di Crane Wilbur (1949)
- No Holds Barred, regia di William Beaudine (1952)
- Lo specchio della vita (Imitation of Life), regia di Douglas Sirk (1959)
- Hotel delle vergini (Honeymoon Hotel), regia di Henry Levin (1964)
- Tre donne per uno scapolo (Dear Heart), regia di Dear Heart (1964)
- 7 giorni di fifa (The Ghost and Mr. Chicken), regia di Alan Rafkin (1966)
- La TV ha i suoi primati (The Barefoot Executive), regia di Robert Butler (1971)
- Chatterbox... il sesso parlante (Chatterbox), regia di Tom DeSimone (1977)
- Massima copertura (Deep Cover), regia di Bill Duke (1992)
- The Nutt House, regia di Adam Rifkin (1992)

### Televisione
- I Married Joan – serie TV, 12 episodi (1952-1955)
- Letter to Loretta – serie TV, 2 episodi (1953-1958)
- The Jack Benny Program – serie TV, 4 episodi (1953-1961)
- Damon Runyon Theater – serie TV, episodio 2x04 (1955)
- L'uomo ombra (The Thin Man) – serie TV, episodio 1x15 (1958)
- Pete and Gladys – serie TV, episodio 1x34 (1961)
- Ensign O'Toole – serie TV, episodio 1x05 (1962)
- Ai confini della realtà (The Twilight Zone) – serie TV, episodio 5x24 (1964)
- Vita da strega (Bewitched) – serie TV, 29 episodi (1966-1971)
- Love, American Style – serie TV, 4 episodi (1969-1973)